# FUBU
 (février 2013).
Si vous disposez d'ouvrages ou d'articles de référence ou si vous connaissez des sites web de qualité traitant du thème abordé ici, merci de compléter l'article en donnant les références utiles à sa vérifiabilité et en les liant à la section « Notes et références ».
FUBU est une entreprise américaine de mode streetwear fondée en 1992 par Daymond John. Elle propose des vêtements décontractés, des vêtements de sport, une collection de maillots, des lunettes, des ceintures, et des chaussures pour la communauté afro-américaine dans le sens de l'investissement économique, mais de ne pas être exclusivement porté par les Afro-Américains, connue essentiellement dans le monde du hip-hop.
Fubu signifie « For us, by us » (« Pour nous, par nous »). Cette marque était destinée aux Afro-Américains comme l'indiquait son slogan.

## Histoire
Daymond John, alors serveur à Red Lobster, démarre son aventure en produisant de chapeaux vus dans un clip de hip-hop. Il en fabrique une douzaine avec 40 dollars et les vend tous en une journée à un coin de rue, réalisant un chiffre d'affaires de 800 dollars.
La société a été fondée en 1992 par Daymond John. Selon le site Web de la société, John a hypothéqué sa propre maison pour $100 000 et avec ce capital initial, lui et ses trois amis Karl Brown, J. Alexandre Martin, et Keith Perrin, ont transformé la moitié de sa maison en usine et l'autre moitié en espace de vie. Le personnel de FUBU avait originellement fondé cette société pour leur communauté locale. Daymond John parvient à faire connaître sa marque en proposant ses produits aux rappeurs pour leurs clips.
En 1995, la société sud-coréenne Samsung a investi dans la compagnie de vêtements basée à New York. À son apogée, FUBU a rapporté plus de 350 millions de dollars en ventes annuelles à travers le monde, et a reçu plusieurs honneurs, notamment deux Prix du Congrès, deux NAACP Awards, l'Institut Pratt, le Prix Christopher Wallace, la ligne Hip-Hop Award et une citation d'honneur du président de Queens Borough.
Retirée du marché américain dès 2003. La marque disposait de plus de 5 000 magasins dans le monde et pesait plus de 350 millions de dollars en ventes annuelles à travers le monde.
Début 2018, les fondateurs de la marque qui en possèdent toujours les droits annoncent sa relance avec des styles vintage.

## Collection
La collection se compose de T-shirts, de polos, de maillots de hockey et de football de basket ball américain, de casquettes de baseball. Tous sont brodés avec le logo FUBU. La plupart des produits, tels que les jeans, sont importés de partout dans le monde. FUBU a maintenant été élargi pour inclure les lignes diverses tels que le platine FUBU, chaussures FUBU pour les hommes et les femmes, les vêtements, maillots de bain, montres, maillots de Fubu et smokings. La collection Platinum FUBU comprend également la M.Ali, Fat Albert et Harlem Globetrotters lignes de vêtements.
La relance de la marque en 2017-2018 se fait avec des collaborations avec des marques telles que Puma, Pyer Moss et Urban Outfitters.
La collection Fubu x Century 21, intitulée « Can’t Resist a Classic » est lancée le 1er mars 2019.

## Diversification
Hôtels Fubu, des sous-vêtements, des lunettes, une ligne pour femmes, Fubu Radio et Fubu TV, ainsi que trois magasins de téléphonie mobile ("Fubu Mobile") à Brooklyn.

## Dans la culture populaire
- L'un des grands représentants de la marque est le rappeur LL Cool J (bonnet, doudoune, boots vus dans ses clips).
- FUBU de Solange album A Seat at the Table en 2016
- Série de Donald Glover (aka Childish Gambino), Atlanta, un épisode entier (également intitulé "FUBU").